# Želva ostnitá
Želva ostnitá (Heosemys spinosa), rovněž zvaná želva zuboštítá, je druh želvy žijící v jihovýchodní Asii.
Vyskytuje se tak např. v Myanmaru, Thajsku, Singapuru, Malajsii, Indonésii či na Filipínách. Problémem je, že jde o nepočetné roztříštěné populace. Žije v tamních tropických lesích do nadmořské výšky 900 m, a to jak v potocích, tak na souši. Typické jsou krátké plovací blány.
Je řazena mezi ohrožené taxony. Největším rizikem je lov na maso.
Živí se rostlinami i bezobratlými živočichy, např. měkkýši, a také houbami. Potravu hledají zejména v ranních hodinách.

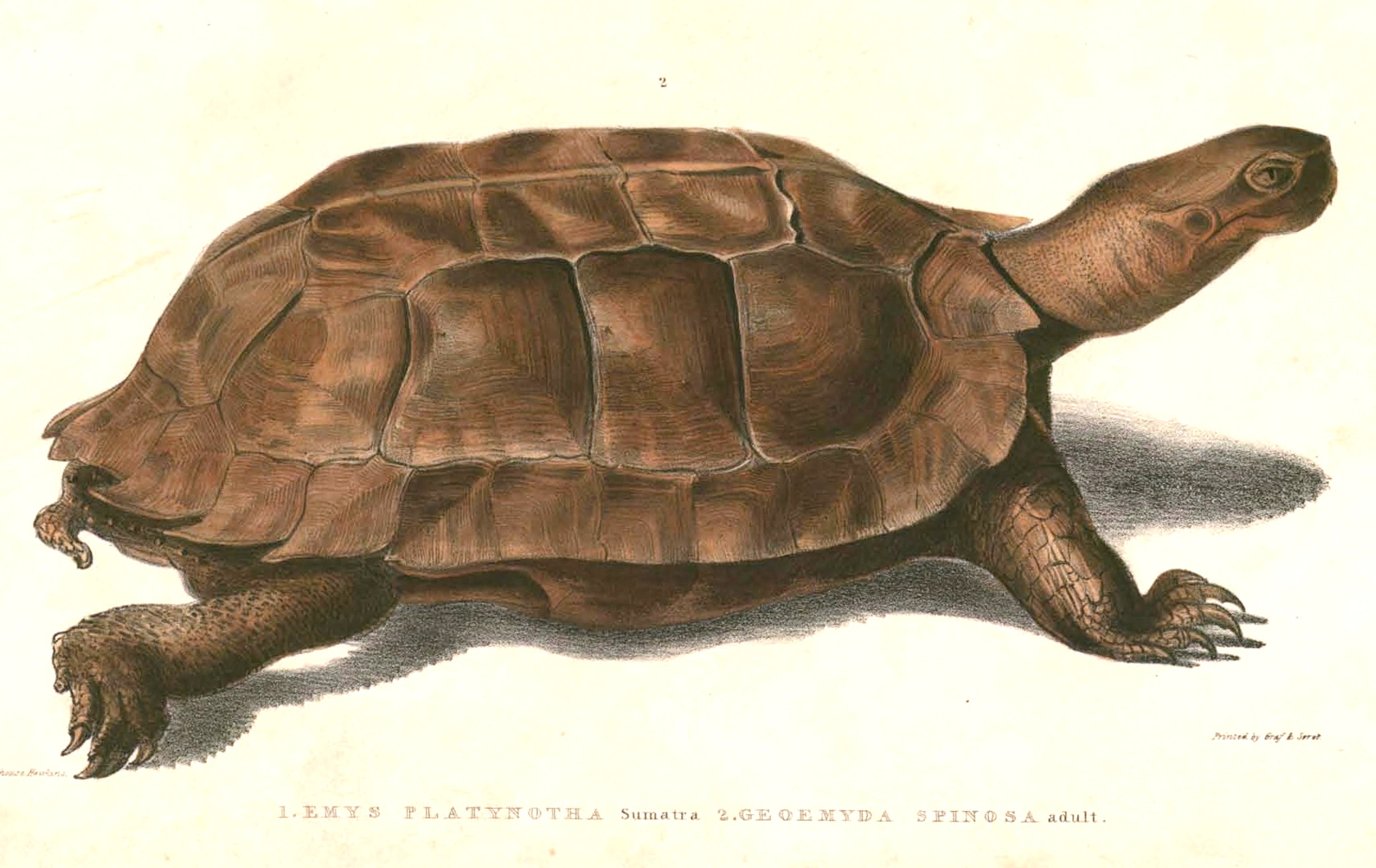

Zajímavostí je, že mláďata vypadají zcela jinak než rodiče. Zatímco dospělí jedinci mají oblý tvar, mláďata mají krunýř s ostny.

## Chov v zoo
Želva ostnitá byla v září 2020 chována v necelých dvaceti evropských zoo. V rámci Česka se v tu dobu jednalo o tato zařízení:
- Zoo Ostrava
- Zoo Plzeň
- Zoo Praha

Do roku 2011 chovala tento druh rovněž Zoo Brno.
Vedením evropské plemenné knihy (ESB) byla v roce 2002 pověřena Zoo Lisabon v Portugalsku. Významnější chovy jsou zejména v britských zoo. V roce 2009 bylo chováno 64 těchto želv v 18 evropských zoo.
Odchovy nejsou běžnou záležitostí. V roce 1991 se podařil v Zoo Atlanta v USA. Evropský prvoodchov si v prosinci 2004 zapsala Zoo Jersey (Spojené království).
V roce 2002 bylo do 16 evropských zoo rozmístěno 281 těchto želv, které byly zabaveny pašerákům. První odchov z těchto jedinců se povedl až o deset let později v Zoo Praha.

### Chov v Zoo Praha
Roku 2002 došlo k zabavení velkého množství želv z černého trhu v Indonésii. Zvířata ve špatném stavu byla převezena do významných evropských zoologických zahrad, včetně Zoo Praha. Právě to byl prvopočátek chovu těchto želv ve zmíněné zoo (získán samec a dvě samice). V roce 2012 přišla na svět tři mláďata. Do té doby se odchov podařil jen v jedné další evropské zoo. Odchov dalšího mláděte se povedl až o sedm let později v roce 2019. Tento odchov byl považován za největší úspěch v chovu želv toho roku v Zoo Praha. Ke konci roku 2019 bylo chováno sedm jedinců.
Další mládě se narodilo v červenci 2020.
Tento druh je k vidění v pavilonu šelem a plazů v dolní části zoo.